# L'universo innamorato
L'universo innamorato  (Twenty Million Sweethearts) è un film del 1934 diretto da Ray Enright.
È una commedia musicale statunitense con Pat O'Brien, Dick Powell e Ginger Rogers. Nel 1949 ne è stato prodotto un remake, Musica per i tuoi sogni.

## Produzione
Il film, diretto da Ray Enright su una sceneggiatura di Warren Duff e Harry Sauber e un soggetto di Paul Finder Moss e Jerry Wald, fu prodotto dalla First National Pictures e girato nei Warner Brothers Burbank Studios a Burbank, California, dal 28 dicembre 1933. I titoli di lavorazione furono  Rhythm in the Air,  On the Air e  Hot Air.

## Distribuzione
Il film fu distribuito con il titolo Twenty Million Sweethearts negli Stati Uniti dal 26 maggio 1934 al cinema dalla First National Pictures.
Altre distribuzioni:
- in Danimarca il 6 febbraio 1935 (Tyve millioner kærester)
- in Finlandia il 26 maggio 1935
- in Portogallo il 16 maggio 1938 (20 Milhões de Namorados)
- in Italia (L'universo innamorato)